# Dragon Crusaders – Im Reich der Kreuzritter und Drachen
Dragon Crusaders – Im Reich der Kreuzritter und Drachen ist ein US-amerikanischer Fantasyfilm von Regisseur, Drehbuchautor, Editor und Kameramann Mark Atkins aus dem Jahr 2011. Er wurde von The Asylum produziert.

## Handlung
Eine Gruppe von Kreuzrittern flieht vor der Armee des Königs. Dabei bemerken sie einen Piratenangriff auf ein Burgdorf und eilen den Bewohnern zu Hilfe. Doch zu spät. Schließlich treffen sie auf die Kriegerin Aerona, die ihnen eröffnet, das die Piraten das Waisenmädchen Neem entführt haben. Sie machen sich auf zur Rettung, doch finden das Boot verlassen vor.  Im Verlies finden sie Neem. Diese hat jeden verflucht, die das Schiff betritt. Die Piraten haben sich in Gargoyles verwandelt, die nun unter der Kontrolle eines Magiers, der von allen nur „der Schwarze Drache“ genannt wird.
Auch die Kreuzritter leiden unter dem Fluch. Da sie von Grunde auf gut sind, können sie ihm jedoch längere Zeit widerstehen. Zusammen mit Neem und Aerona machen sie sich auf, dem Zauberer das Handwerk zu legen. Auf ihrer Reise treffen sie auf Wiedergänger, Hexen und schließlich Drachen. Ihnen gelingt es, in die Höhle des Zauberers zu gelangen, doch dieser hat sich in einen schwarzen Drachen verwandelt. Erst in Gargoyle-Form können sie ihn bezwingen und das Königreich befreien. Als der Zauberer stirbt sind auch sie vom Fluch befreit.

## Hintergrund
Der Film wurde überwiegend in Wales gedreht.  wurde am 27. September 2011 in den Vereinigten Staaten veröffentlicht. In Deutschland erschien er am 19. März 2012 auf Blu-Ray und DVD. Am 10. April 2019 wurde er im Rahmen der Filmreihe Die schlechtesten Filme aller Zeiten auf Tele 5 ausgestrahlt.

## Kritiken
Wie bei vielen Filmen aus dem Hause The Asylum handelt es sich in erster Linie um einen Trashfilm. Der Fantasyfilm ist ein schlechter Game-of-Thrones-Abklatsch. Die Filmzeitschrift Cinema bezeichnete den Film als „billigen Trash“. Im Filmdienst war das Fazit „Solide inszenierter Fantasy-Film, der zwar fernab jeglicher Logik entwickelt wurde, aber durchaus unterhält.“